# Menophra punctilinearia
Menophra punctilinearia är en fjärilsart som beskrevs av John Henry Leech 1897. Menophra punctilinearia ingår i släktet Menophra och familjen mätare. Inga underarter finns listade i Catalogue of Life.